# 中央援港應急醫院
中央援港應急醫院（英語：Central Government-Aided Emergency Hospital），是一所位於香港落馬洲河套地區的日間醫院，由醫院管理局所管理，隸屬於新界東醫院聯網。其提供放射診斷服務，包括電腦掃描及磁力共振等服務。該院於2022年12月30日啟用。

## 歷史

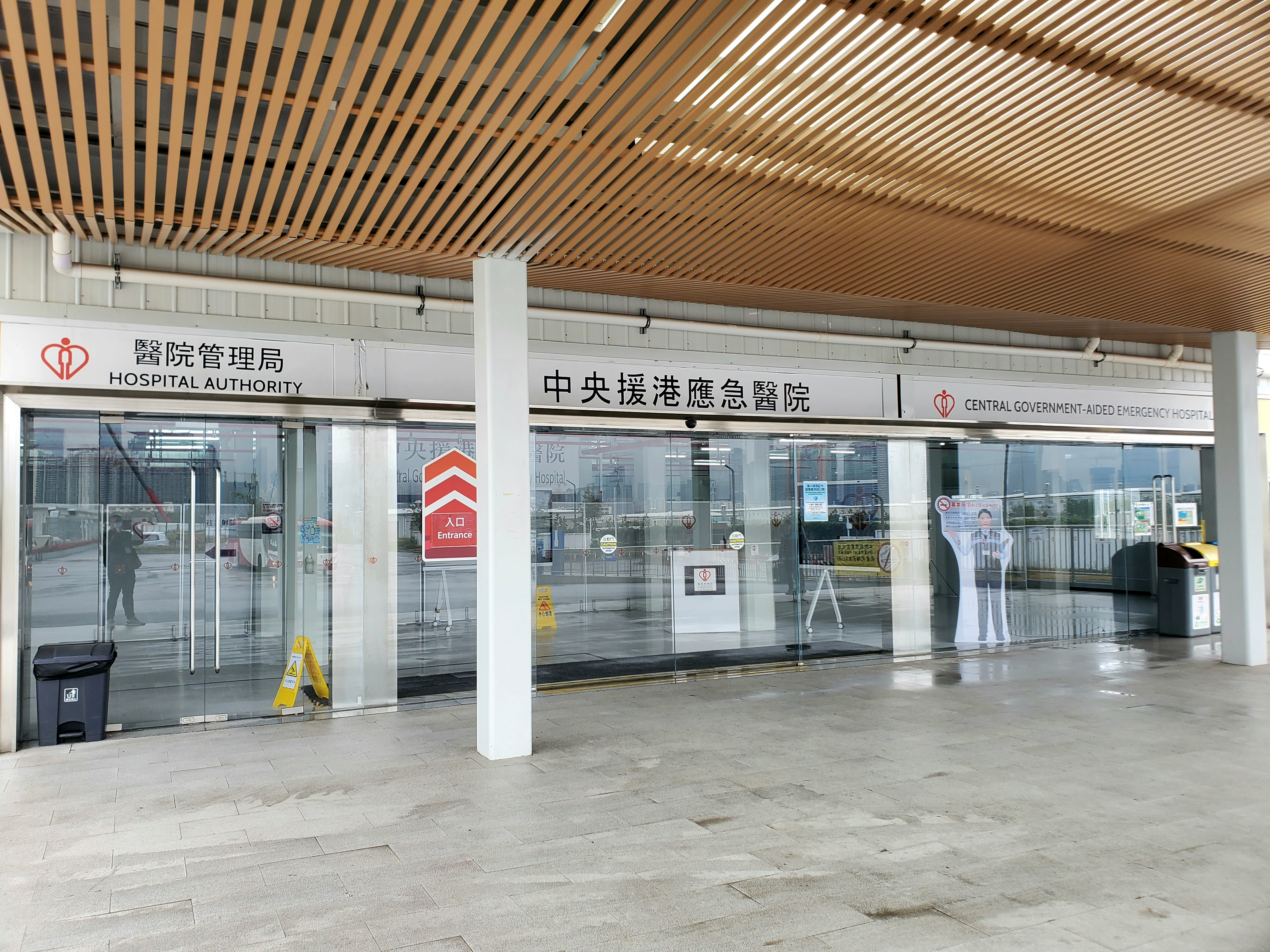
正院正門

2022年，香港正值2019冠狀病毒病第五波疫情的高峰期間，香港政府在中國中央政府的支援下於落馬洲河套地區興建名為「中央援港應急醫院」的臨時醫療設施。惟該應急醫院自2022年4月完工起，卻差不多空置近一年的時間。直到2023年1月，醫院管理局正式接手該應急醫院，並在4月推出「日間放射診斷服務先導計劃」服務，此計劃允許選定的病人前往應急醫院進行放射診斷，從而減少他們的等待時間，並為公立醫院的放射科減輕工作負擔。

## 服務範圍

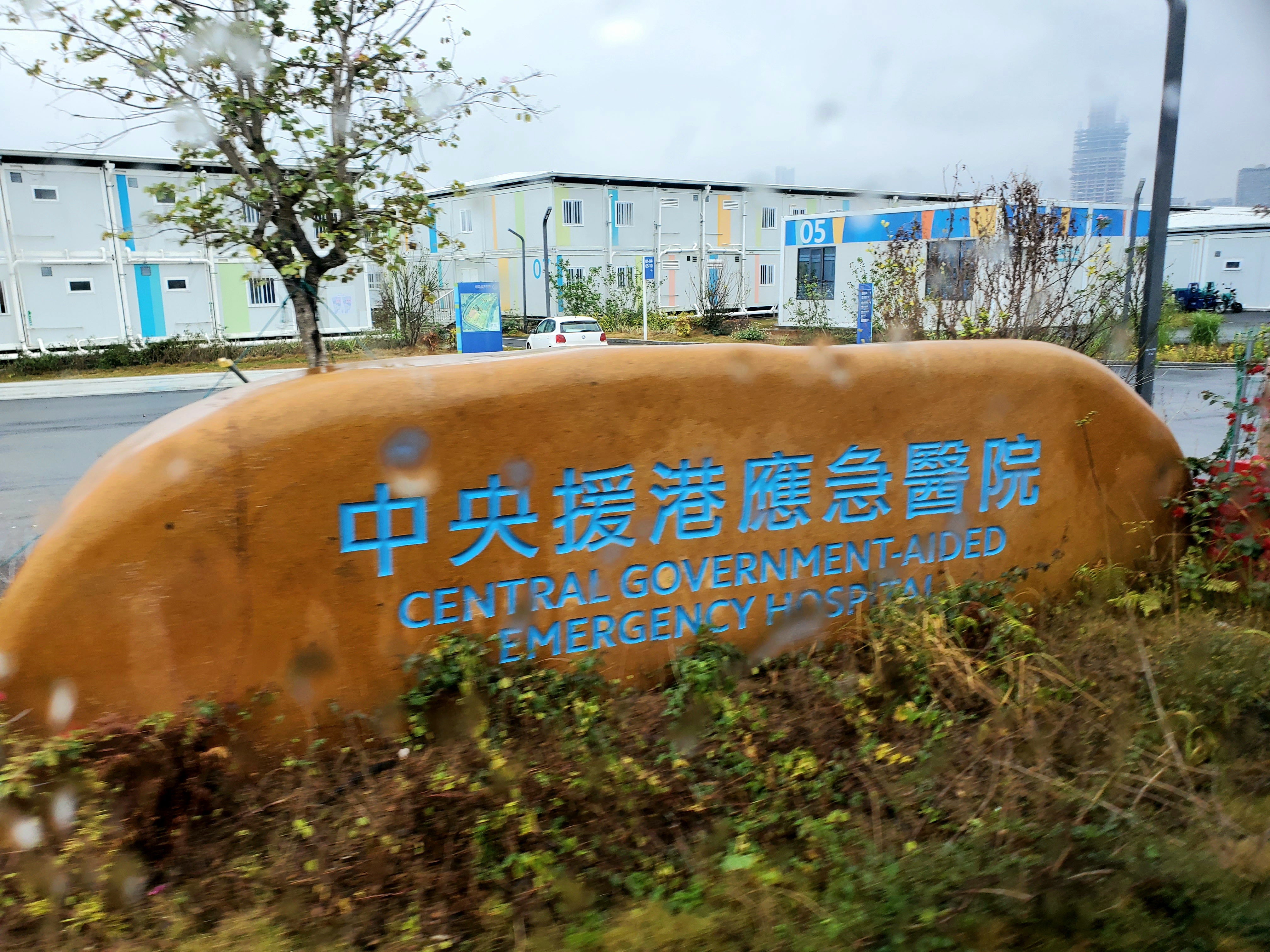
標記

該醫院由新界東醫院聯網負責管理。2023年4月該醫院推出「日間放射診斷服務先導計劃」初期，其只接收新界東醫院聯網轉介的病人，2023年5月起開始接收新界西醫院聯網的病人轉介。2023年7月，該醫院改為擴展服務至全港公立醫院轉介的病人。
中央援港應急醫院現提供5種服務：放射診斷、內視鏡檢查、睡眠測試、微生物化驗、血清25-羥基維生素D化學病理檢驗，以及玻璃體內注射。
「日間放射診斷服務先導計劃」是基於自願參與的原則，合適的病患將會被醫療團隊積極邀請加入。一旦同意，病患將被安排至中央援港應急醫院進行包括腦部、鼻竇、眼眶、腹部、盆腔及胸腔的電腦掃描，或是脊柱、肩膀、膝蓋等部位的磁力共振掃描造影檢查。
內視鏡服務先導計劃，以日間服務模式處理18至70歲、非緊急的非住院病人。
睡眠測試，專為有鼻鼾或懷疑有睡眠窒息的輕症患者進行監測評估，更首度提供過夜服務。
微生物化驗服務，則針對「耐萬古霉素腸球菌」及「耐多藥鮑氏不動桿菌」。
化學病理服務，提供血清25-羥基維生素D分析服務。
玻璃體內注射服務，致力為有需要的視網膜病變患者提供治療。
由於落馬洲河套區已被香港政府規劃作「港深創科園」，用於創科用地發展，根據醫管局新界東醫院聯網臨床服務統籌冼藝泉稱，中央援港應急醫院始終屬於應急和臨時性質，其將於2026年初停止運作。
醫院原定2026年初停運，醫管局表示還未確定是何時。

## 交通

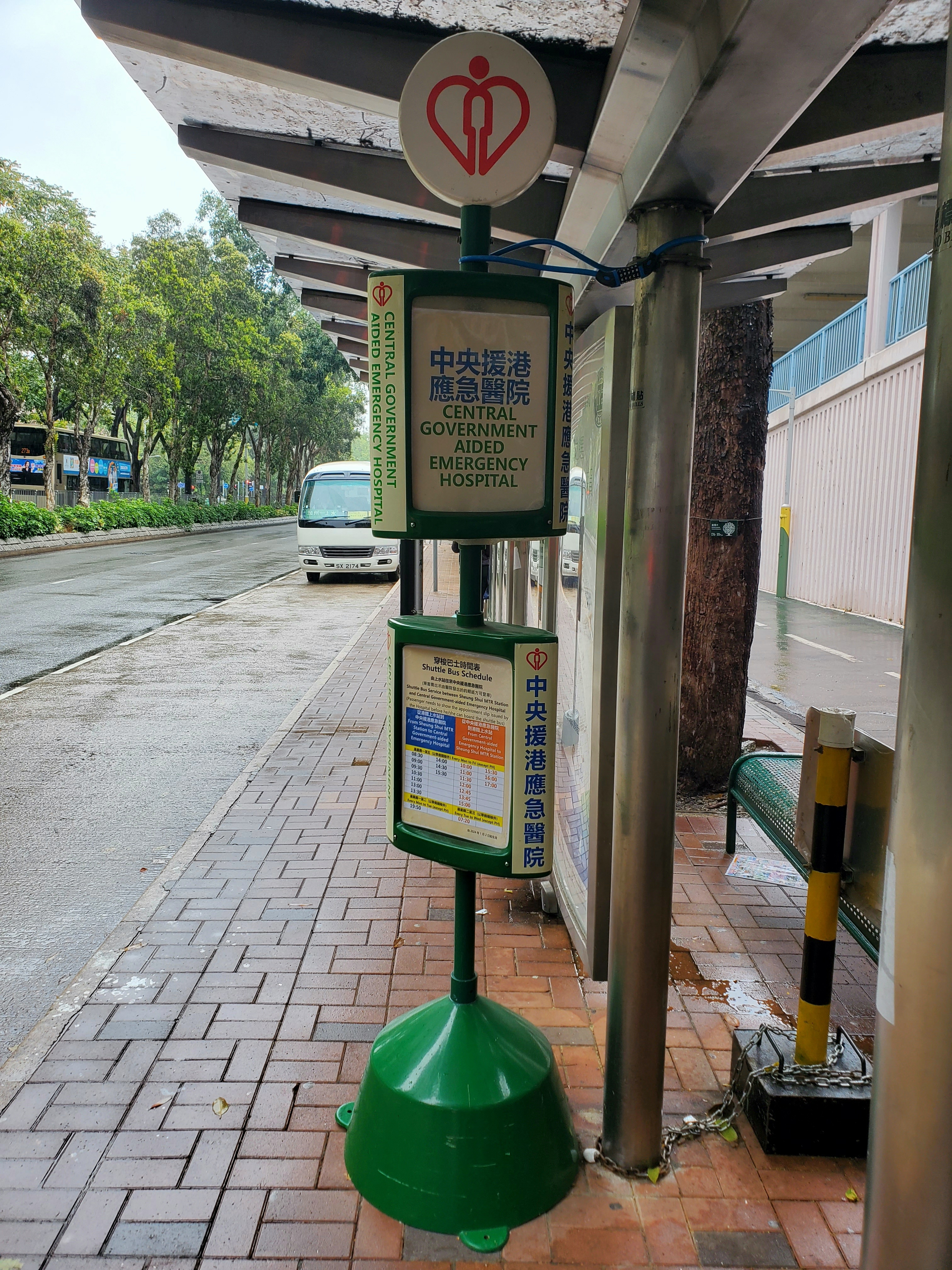
上水港鐵站至中央援港應急醫院的免費專車巴士站

由於該醫院位置偏僻，故有往來該醫院至上水、屯門和元朗的免費專車班次。往上水的班次共有8班；往屯門和元朗的班次共有7班。
醫管局放射科統籌委員會主席李醒芬指，該醫院的病人大多滿意其交通安排。而冼藝泉被《獨立媒體》問及該醫院位置偏僻是否會影響病患前來接受放射診斷，冼藝泉稱病患願意用較長車程換取快速輪候放射診斷服務，他稱：「香港有多大呢，都是說去上水站（轉乘免費專車）……所謂遠，都是你心目中想像而已。」